# Shoalhaven-folyó
A Shoalhaven-folyó a Southern Tablelands fennsík vidékén ered és Nowra mellett ömlik az óceánba, Új-Dél-Wales déli partjainál, Ausztrália keleti partvidékén.

## Történelme
A felfedező és tengerész George Bass fedezte fel a folyó torkolatát még 1979-es bálnavadász útja során, mely úton Új-Dél-Wales partjainál is elhaladtak.  Ő adta a folyónak a Shoals Haven, vagyis a zátonyok kikötője nevet, annak a folyónak, amelyet ma Crookhaven-folyóként ismerünk, abból az okból, mert a folyó torkolatánál iszapos, sáros zátonyokat talált.

## Földrajza
A Shoalhaven-folyó a Nagy-vízválasztó hegység keleti részén ered, mintegy 350 kilométernyire délre Sydney-től..
Egy rövid csatorna húzódik a Shoalhaven-folyó és a Crookhaven-folyó közt, melyet fegyencekkel építtetett 1882 júniusában a fegyencek felügyelője Hamilton Hume, Alexander Berry felügyelete alatt, hogy megkönnyítse a hajóközlekedést egy eredeti európai település kialakítása céljából. A csatorna kiépítése hozta létre a Comerong-szigetet.  A csatornát kézi eszközökkel ásták ki és ez volt Ausztrália legelső hajózható csatornája. Ez maradt Új-Dél-Wales állam egyik hajózható csatornája a kettőből, a másik az Alexander-csatorna.

## Vízhasznosítás
A Tallowa-gát az egyetlen komolyabb gát a Shoalhaven-folyón, amely a Shoalhaven Scheme részét képezi. Ez némileg elvonja a vizet a folyó alsóbb szakaszairól, viszont létrehozta a Yarunga-tó vízfelületét, valamint ez a létesítmény is Sydney vízellátását hivatott biztosítani. Időnként bizonyos mennyiségű vizet kiszivattyúznak a tóból, hogy a Burragorang-tó vízellátását biztosítsák. Bizonyos javaslatok szerint szükséges volna egy nagyobb befogadóképességű víztározó létrehozására a Shoalhaven-folyó felsőbb szakaszán.

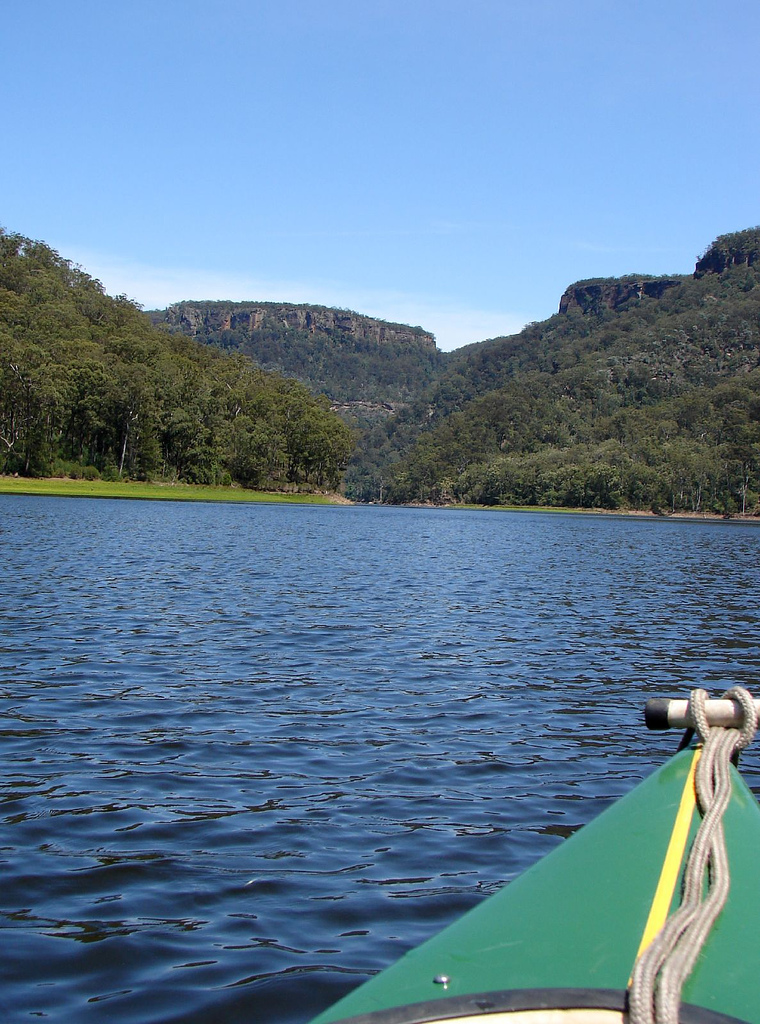
A Shoalhaven-folyó

## Környezete
A Shoalhaven-folyó a Kangaroo-folyó egyik fő mellékfolyója, amely arról híres, hogy az Ausztrál-öböl egyik horgászterülete. Sajnálatos módon a Tallowa-gát az egyik potenciális akadálya annak, hogy az itt őshonos halfajták természetes módon tudjanak vándorolni ívóhelyükre, amely a halállomány mintegy 80%-át érinti. A kialakult helyzetet a Yarunga-tóban létrehozott halkeltetővel próbálják helyrehozni. A halak vándorlásának biztosítására 2009-ben kialakítottak egy külön csatornát a gát közelében a halak számára. A Yarunga-tó az utóbbi időben elszenvedte az egzotikus ponty elterjedését, amely hatalmas károkat okoz a helyi halállománynak.

## Átkelőhelyek
A folyami átkelőhelyek a következőek a folyásirány szerinti sorrendben:
- Warri Bridge híd Braidwood mellett, melyet 1874. szeptember 23-án adtak át a forgalomnak ,[5]
- Stewart Crossing gázló, a Stuart's Crossing úton
- Oallen Crossing, ami egy egyszerű fahíd az Oallen Ford útnál, Neringa területén
- Nowra Bridge, amely összeköttetést biztosít Nowra és Bomaderry között.
- Comerong Island Ferry, amely a járművek és a gyalogosok számára biztosít átkelési lehetőséget Comerong-sziget irányába.

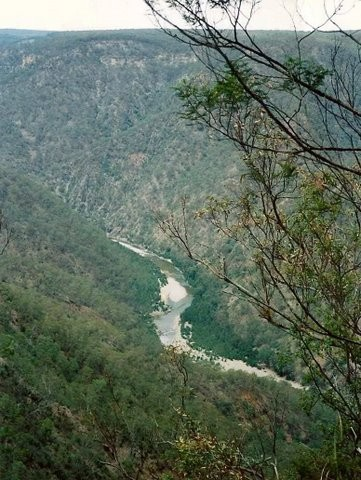
A Shoalhaven-folyó völgyszorosa Bundanoon mellett
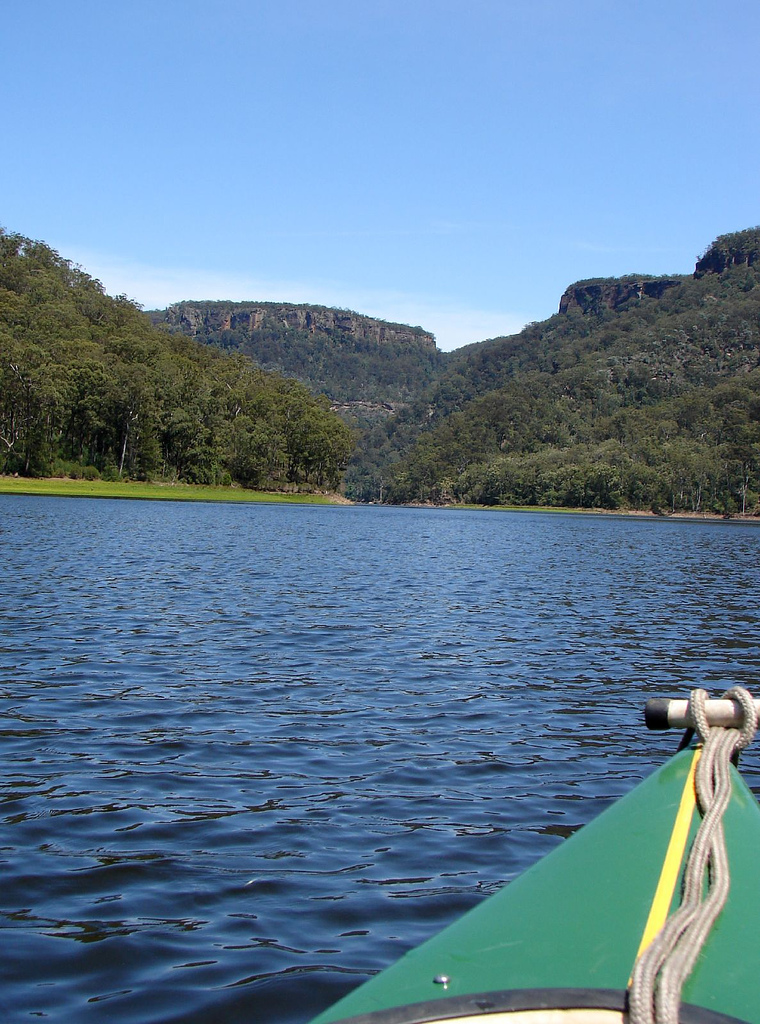
A Shoalhaven Nowra közelében
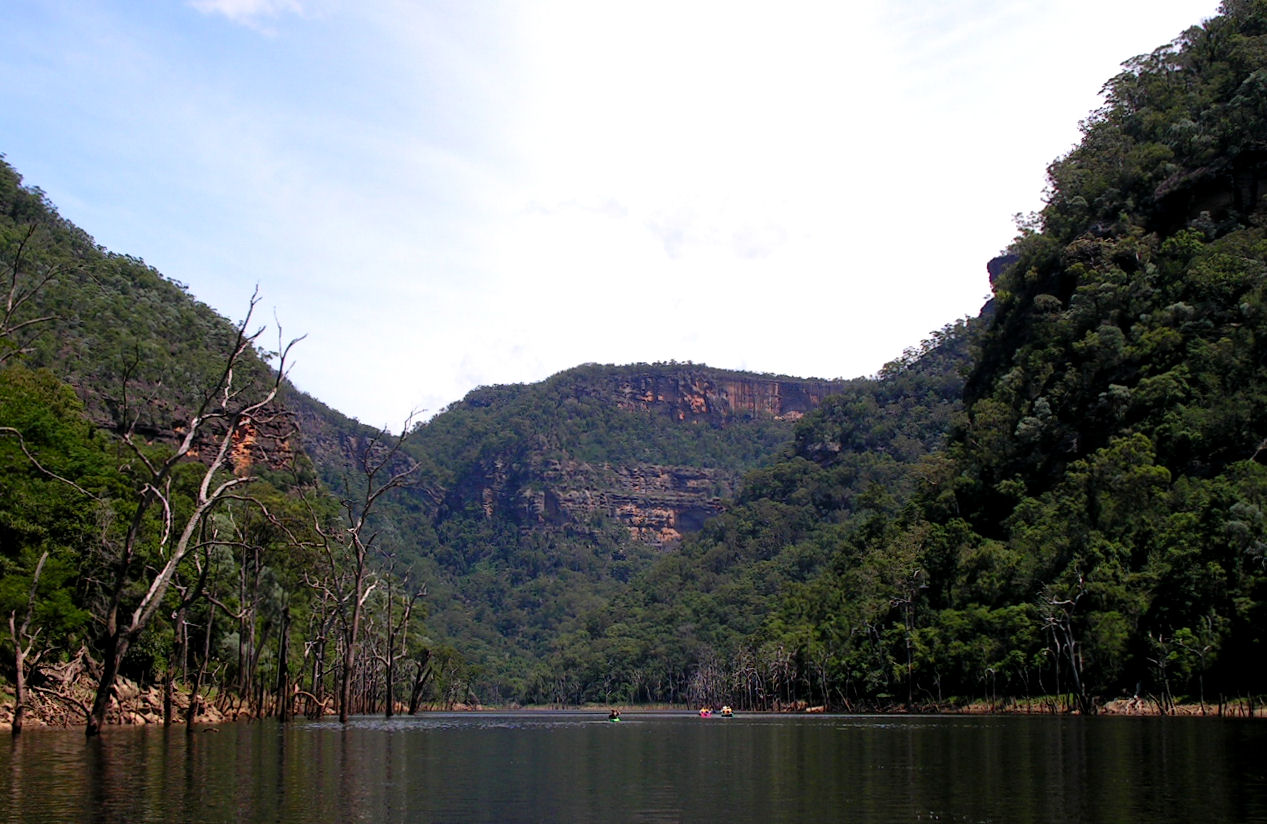
Evezősök a folyón

## Fordítás
Ez a szócikk részben vagy egészben  a   Shoalhaven River című angol Wikipédia-szócikk ezen változatának fordításán alapul.  Az eredeti cikk szerkesztőit annak laptörténete sorolja fel. Ez a jelzés csupán a megfogalmazás eredetét és a szerzői jogokat jelzi, nem szolgál a cikkben szereplő információk forrásmegjelöléseként.